# 이용훈 (1951년)
이용훈(李容勳, 1951년 9월 13일 ~ )은 대한민국의 로마 가톨릭교회 성직자이다. 세례명은 마티아이다. 현재 천주교 수원교구 교구장 주교와 한국 천주교 주교회의 의장 겸 한국천주교중앙협의회 이사장을 맡고 있다. 본관은 광주(廣州)이다.

## 생애
경기도 화성이 고향인 이용훈은 1951년 9월 부친 이광래(프란치스코)와 모친 김진복(아녜스)의 4남1녀 중 셋째 아들로 태어났다. 그가 성직자로서의 길을 걸어오는 데는 전통적 가톨릭 교우 집안의 신앙배경이 큰 버팀목이 됐다.
1979년 3월 6일 사제품을 받고 수원 안성본당 보좌를 시작으로 사목자로서의 첫발을 내디딘 이용훈은 이후 안법고등학교 교사, 서울 성신고등학교 교사, 수원가톨릭대학교 교수 및 총장, 수원교구 사제평의회 위원, 참사회의 위원, 수원교구 시노두스 중앙위원, 사제평생교육위원회 위원 등을 역임했다. 교황청립 라테라노 대학교 성 알폰소 대학원을 졸업하고 윤리신학 박사학위를 받았으며, 2003년 3월 19일 교황 요한 바오로 2세에 의해 천주교 수원교구 보좌주교와 카타붐 카스트라 명의주교로 임명되었다. 주교 서품식은 그해 그의 수호성인인 성 마티아의 축일 날인 5월 14일 수원교구 정자동 주교좌 성당에서 거행되었다. 2008년 10월 10일 교황 베네딕토 16세에 의해 교구장 승계권이 있는 수원교구 부교구장 주교에 임명되었다. 그해 12월 2일 수원교구 정자동 주교좌 성당에서 이용훈 주교의 부교구장 취임 축하미사가 봉헌됐다. 2009년 3월 31일 수원교구장 최덕기(바오로) 주교가 건강상의 이유로 교구장직을 사임하였으며, 이에 따라 이용훈 주교가 자동으로 교구장직을 승계받았다. 이용훈 주교의 교구장 착좌식은 그해 5월 14일에 거행되었다.

## 문장
이용훈 주교의 사목표어는 ‘UNITAS IN CHRISTO’(그리스도 안에서 일치)이다. 이용훈 주교의 문장의 전체적 형태는 주교의 표상과 품위를 드러내는 상징들(주교 예모(禮帽), 3단의 수실, 주교관, 십자가, 주교 지팡이)과 교회를 수호하는 주교의 직무를 나타내는 중앙의 방패로 표현됐다. 방패 상단의 적색은 지상 교회를, 하단 청색은 천상 교회에서 그리스도와 함께 하며 영광을 받고 있는 수원교구의 주보성인 ‘평화의 모후 마리아’를 상징한다. 방패의 적색과 청색을 구분하는 선은 수원 성곽(화성)을 드러내 교구의 지역적 특색을 나타냈다.
방패 왼쪽 상단의 하얀 비둘기는 성령을 통하여 교회의 목자로 세워진 주교의 ‘가르치며, 거룩하게 하고, 다스리는 순수한 임무’를 상징한다. 또 오른쪽 상단의 흰 목칼과 칼, 종려나무 가지는 교구가 순교자의 피로 씻기고 그들의 영광 위에 세워진 거룩한 교회임을 뜻한다.
특히 방패 하단에서 흰색 원이 가운데 십자가를 중심으로 빛을 발하는 모습은 성체성사를 통해 교구민 모두가 ‘그리스도 안에서 일치(UNITAS IN CHRISTO)’를 이루고 교구가 파스카의 신비 안에서 세상의 구원을 향해 나아가는 모습을 함축적으로 담고 있다.
| 전임 최덕기 (바오로) | 제4대 천주교 수원교구장 2009년 - | 후임 현직 |